# Revykøbing kalder
Revykøbing kalder er en dansk film fra 1973. Filmen er en redigeret optagelse af Nykøbing F. Revyen, også kaldet "Revykøbing", i 1973. Som filmens instruktører er krediteret Trine og Werner Hedman. 
Filmen havde dansk biografpremiere den 23. november 1973 i biografer i hele landet. 

## Handling
Sejr Volmer-Sørensen havde op gennem halvfjerdserne stor succes med de revyer, han hver sommer til og med 1978 satte op i Nykøbing Falster under navnet Revykøbing. Revykøbing kalder er en redigeret affotografering af sommerrevyen 1973.